# Gömda bäcken
Gömda bäcken är ett vattendrag i Vändåtbergets naturreservat. Det avvattnar Gömda källan och myrarna på ostsidan av Västerberget.
Den är två kilometer lång och mynnar ut i Sör-Holmsjön. Den totala fallhöjden är 55,5 meter.
Bäcken har fått sitt namn av att den rinner från Gömda källan, en liten oansenlig tjärn på Västerbergets östra sida, som fått sitt namn av sitt dolda läge mellan åsarna.